# Bessie Tucker
Bessie Tucker (* um 1906 in Texas, USA; † 6. Januar 1933 in Dallas, Texas, USA) war eine US-amerikanische Blues-Sängerin und Songwriterin. Über ihr Leben außerhalb der Musikindustrie ist wenig bekannt. Sie nahm 1928 und 1929 vierundzwanzig Titel auf, davon sind sieben alternative Aufnahmen.

## Biografie
Bessie Tucker stammte aus dem östlichen Texas. Ihr Geburtsort ist umstritten; ihr genaues Geburtsdatum ist unbekannt. Ihre Sterbeurkunde verzeichnet, dass sie 1907 in Rusk, Cherokee County, Texas, als Tochter von Georgia (geb. Connor) und John Chris Tucker geboren wurde. Laut einer Volkszählung von 1910 lebte ihre Familie im Hill County und Bessie, die zwei Brüder hatte, war zu diesem Zeitpunkt vier Jahre alt.
Trotz ihrer kleine Statur hatte sie eine kraftvolle, dunkle Stimme. Im August 1928 nahm sie für Victor in Memphis, Tennessee, eine Reihe von Liedern auf, von denen sie die meisten selbst schrieb. Am Klavier wurde sie von dem in Dallas geborenen K. D. Johnson begleitet. In dieser Session wurde ihr bekanntestes Lied Penitentiary (Zuchthaus) aufgenommen; das Thema des Liedes war Tucker angeblich nicht unbekannt.
Im Oktober 1929 folgte eine zweite Session in Dallas, bei der sie erneut von Johnson und dem Gitarristen Jesse Thomas begleitet wurde. Danach ist nichts mehr über ihr Leben bekannt. Bessie Tucker starb am 6. Januar 1933 im Woodlawn Hospital in Dallas an Tuberkulose. Laut Sterbeurkunde wurde sie 25 Jahre alt.
Im Jahr 1960 sagte der in Dallas ansässige Whistlin’ Alex Moore einem Interviewer, dass Bessie Tucker und Ida May Mack, die 1928 die Aufnahmesitzung geteilt hatten, beide starke Frauen waren, mit denen man sich besser nicht anlegte (... tough cookies, don't mess with them ...). In einem Gespräch im Jahr 1972 konnte sich der Pianist jedoch nicht an die Namen der beiden Sängerinnen erinnern, was den Interviewer zu der Vermutung veranlasste, dass er aus ihren Aufnahmen seine eigenen Schlussfolgerungen gezogen hatte.

## Diskografie (Auswahl)
- Bessie Tucker: Complete Recorded Works (1928–1929). (Document Records, 1991)
- Bessie Tucker, Ida May Mack: Queens of Texas Blues (1928–1929). (Document Records, 1989)
- Ida May Mack & Bessie Tucker. Backgrounds of Jazz, vol. 2. („X“ Records, 1954)